# کیمیا داوسون
کیمیا داوسون (انگلیسی: Kimya Dawson؛ زادهٔ ۱۷ نوامبر ۱۹۷۲) یک موسیقی‌دان، خواننده-ترانه‌پرداز، گیتارنواز، آهنگساز، و خواننده اهل ایالات متحده آمریکا است.